# Donauinsel

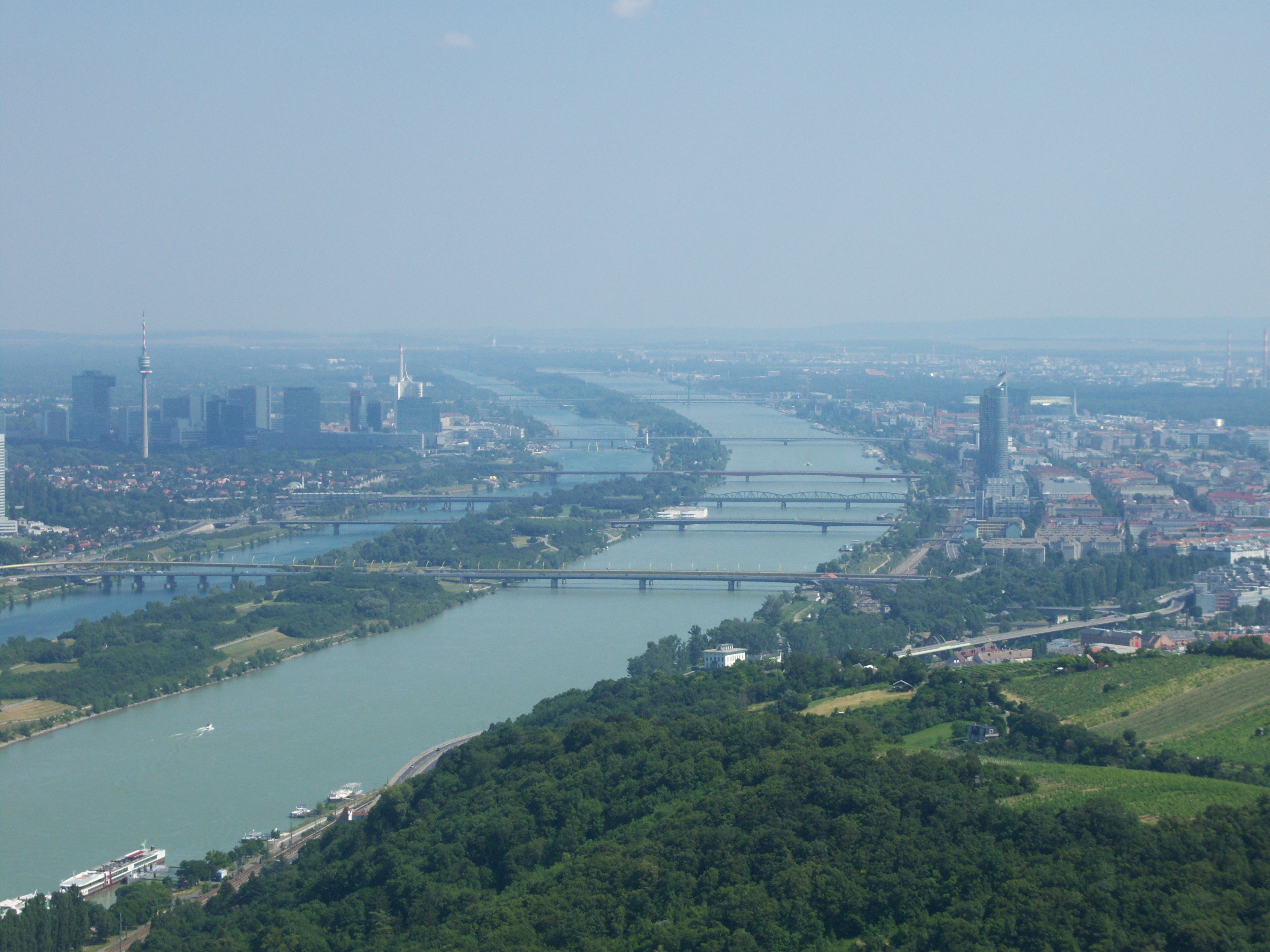
Veduta dall'alto della Donauinsel

La Donauinsel (letteralmente "Isola del Danubio") è un'isola artificiale creata tra il letto del Danubio e il Nuovo Danubio (Neue Donau, anch'esso artificiale) a Vienna.

## Storia
L'isola è stata costruita tra il 1972 e il 1988 con lo scopo di proteggere la città di Vienna dalle inondazioni. Lunga 21 km ma larga solamente tra i 70 e 210 metri, l'isola è un grande parco urbano. Ospita nell'ultima settimana di giugno il Donauinselfest, uno dei più grandi festival musicali al mondo. Dal punto di visto amministrativo, l'isola è compresa fra i distretti di Donaustadt e Floridsdorf.